# Бобовик
Бобовик је насеље у Србији у општини Владимирци у Мачванском округу. Према попису из 2022. било је 232 становника.

## Галерија
- Зграда МЗ
- Крајпуташи на Водици
- Игралиште на Водици

## Демографија
У насељу Бобовик живи 253 пунолетна становника, а просечна старост становништва износи 41,6 година (39,4 код мушкараца и 43,7 код жена). У насељу има 105 домаћинстава, а просечан број чланова по домаћинству је 2,92.
Ово насеље је великим делом насељено Србима (према попису из 2002. године).
|  |

| Демографија | Демографија | Демографија |
| Година      | Становника  | Становника  |
| ----------- | ----------- | ----------- |
| 1948.       | 389         |             |
| 1953.       | 438         |             |
| 1961.       | 360         |             |
| 1971.       | 323         |             |
| 1981.       | 333         |             |
| 1991.       | 634         | 618         |
| 2002.       | 307         | 330         |

| Етнички састав према попису из 2002.‍ | Етнички састав према попису из 2002.‍ | Етнички састав према попису из 2002.‍ | Етнички састав према попису из 2002.‍ | Етнички састав према попису из 2002.‍ |
| ------------------------------------ | ------------------------------------ | ------------------------------------ | ------------------------------------ | ------------------------------------ |
|                                      |                                      |                                      |                                      |                                      |
| Срби                                 | Срби                                 |                                      | 303                                  | 98,69%                               |
| Хрвати                               | Хрвати                               |                                      | 2                                    | 0,65%                                |
| Црногорци                            | Црногорци                            |                                      | 1                                    | 0,32%                                |
| непознато                            | непознато                            |                                      | 1                                    | 0,32%                                |

| Година пописа     | 1948. | 1953. | 1961. | 1971. | 1981. | 1991. | 2002. |
| ----------------- | ----- | ----- | ----- | ----- | ----- | ----- | ----- |
| Број домаћинстава | 78    | 89    | 79    | 87    | 93    | 206   | 105   |

| Број чланова      | 1  | 2  | 3  | 4  | 5  | 6 | 7 | 8 | 9 | 10 и више | Просек |
| ----------------- | -- | -- | -- | -- | -- | - | - | - | - | --------- | ------ |
| Број домаћинстава | 27 | 22 | 17 | 19 | 13 | 5 | 2 | 0 | 0 | 0         | 2,92   |

| Пол    | Укупно | Неожењен/Неудата | Ожењен/Удата | Удовац/Удовица | Разведен/Разведена | Непознато |
| ------ | ------ | ---------------- | ------------ | -------------- | ------------------ | --------- |
| Мушки  | 125    | 33               | 81           | 9              | 2                  | 0         |
| Женски | 138    | 25               | 79           | 29             | 5                  | 0         |
| УКУПНО | 263    | 58               | 160          | 38             | 7                  | 0         |

| Пол    | Укупно                    | Пољопривреда, лов и шумарство | Рибарство                            | Вађење руде и камена | Прерађивачка индустрија       |
| ------ | ------------------------- | ----------------------------- | ------------------------------------ | -------------------- | ----------------------------- |
| Мушки  | 87                        | 49                            | 0                                    | 0                    | 12                            |
| Женски | 55                        | 31                            | 0                                    | 0                    | 9                             |
| УКУПНО | 142                       | 80                            | 0                                    | 0                    | 21                            |
| Пол    | Производња и снабдевање   | Грађевинарство                | Трговина                             | Хотели и ресторани   | Саобраћај, складиштење и везе |
| Мушки  | 0                         | 7                             | 1                                    | 0                    | 5                             |
| Женски | 0                         | 0                             | 2                                    | 2                    | 1                             |
| УКУПНО | 0                         | 7                             | 3                                    | 2                    | 6                             |
| Пол    | Финансијско посредовање   | Некретнине                    | Државна управа и одбрана             | Образовање           | Здравствени и социјални рад   |
| Мушки  | 0                         | 3                             | 3                                    | 2                    | 1                             |
| Женски | 0                         | 1                             | 2                                    | 4                    | 1                             |
| УКУПНО | 0                         | 4                             | 5                                    | 6                    | 2                             |
| Пол    | Остале услужне активности | Приватна домаћинства          | Екстериторијалне организације и тела | Непознато            | Непознато                     |
| Мушки  | 1                         | 0                             | 0                                    | 3                    | 3                             |
| Женски | 2                         | 0                             | 0                                    | 0                    | 0                             |
| УКУПНО | 3                         | 0                             | 0                                    | 3                    | 3                             |